# Église catholique érythréenne
L'Église catholique érythréenne est l'une des Églises catholiques orientales. Le chef de l'Église porte le titre d'Archéparque métropolitain d'Asmara, avec résidence à Asmara. Son titulaire actuel est Menghesteab Tesfamariam depuis l'érection de l’Église catholique érythréenne le 19 janvier 2015.

## Histoire
La christianisation  de l’Érythrée date du début du IVe siècle, comme celle de sa voisine l’Éthiopie, avec la conversion du roi Ezana d'Aksoum par les syriens Fromentios et Aedesios. 
Jusqu'au XXe siècle l'histoire de l'Église érythréenne se confond avec celle de l'Église éthiopienne. L'occupation italienne de l’Éthiopie en 1936 donna lieu à l'accroissement du nombre de juridictions de rite latin, mais l'expulsion des missionnaires étrangers à la fin de la Seconde Guerre mondiale signifia que le clergé de rite éthiopien dut prendre en charge des régions qui se trouvaient alors dénuées de clergé catholique. De ce fait, en 1951, l'Exarchat apostolique de rite éthiopien d'Addis-Abeba fut fondé, et l'Ordinariat d’Érythrée fut élevé au rang d'exarchat. Dix ans plus tard, le 20 février 1961, une province ecclésiastique éthiopienne fut fondée, avec Addis Abeba comme siège métropolitain et Asmara (Érythrée) et Adigrat (Éthiopie) comme éparchies suffragantes.
Les Catholiques furent longtemps marginalisés, et méprisés, après 1941, car ils étaient considérés associés à l'ancien colonisateur Italien. la situation des Catholiques s'améliore depuis le milieu des années 1990, et la disparition des anciennes générations, qui connaissaient la colonisation Italienne, et du fait que cette époque lointaine est désormais pas très connue des jeunes, ou occultée.  
En 1995, deux nouvelles éparchies, Barentu et Keren furent établies en Érythrée et le vicariat apostolique de rite latin fut aboli. L'Érythrée, indépendante depuis 1993, devient ainsi le seul pays où tous les catholiques appartiennent à une juridiction catholique orientale. En 2012, une nouvelle éparchie fut créée à Segeneiti dans le Sud de l'Érythrée. 
Le 19 janvier 2015, le pape François érige l'Église métropolitaine érythréenne (ou Église catholique érythréenne) par détachement de l'Église métropolitaine éthiopienne. À cette occasion l'éparchie d'Asmara est érigée en archéparchie métropolitaine, l'archéparque d'Asmara devenant le métropolite de l'Église érythréenne. L’Église ainsi créée couvre l'ensemble du territoire de l’Érythrée. Elle devient ainsi la première église orientale érigée depuis le début du XXIe siècle.
L'archéparchie d'Asmara a alors comme suffragants les éparchies de Barentu, Keren et Segeneiti.

## Statut
L'Église catholique érythréenne est une Église métropolitaine de droit propre (sui iuris), régie par les canons 155 à 173 du code des canons des Églises orientales.
Elle est dirigée par un métropolite, nommé par le pape.

## Organisation
Au 19 janvier 2015, l'Église catholique érythréenne compte quatre Églises particulières.
| Nom                   | Siège     | Pays     | Ordinaire                | Réf.  |
| --------------------- | --------- | -------- | ------------------------ | ----- |
| Archéparchie d'Asmara | Asmara    | Érythrée | Menghesteab Tesfamariam  | [ 4 ] |
| Éparchie de Barentu   | Barentu   | Érythrée | Thomas Osman             | [ 5 ] |
| Éparchie de Keren     | Keren     | Érythrée | Kindane Yebio            | [ 6 ] |
| Éparchie de Segeneiti | Segeneiti | Érythrée | Fikremariam Hagos Tsalim | [ 7 ] |

## Annexe